# Álvaro de Córdova (dominicano)
O Beato Álvaro de Córdova O.P. (Zamora, 1360 – Córdova, 19 de fevereiro de 1430) é conhecido nos bularios romanos como fr. Alvarus Zamorensis (Álvaro Zamorano) e em Córdova como Santo Álvaro.

## Biografia
Entrou na Ordem dos Pregadores em 1368. Foi confessor da rainha Catarina de Lencastre e do futuro João II de Castela. Em peregrinação à Terra Santa em 1419, foi atingido pelo doloroso Caminho do Calvário, percorrido por Jesus Cristo, e fundou o famoso e observante Convento de Scala Coeli nos arredores de Córdova, onde havia vários oratórios que reproduziam a "via Dolorosa", pois venerava em Jerusalém. Esta representação sagrada foi imitada noutros conventos, dando origem à devoção à "via Dolorosa" ou Via Crúcis em Espanha, que mais tarde foi imitada em todo o cristianismo. Pregador ardente e teólogo eloquente, foi nomeado pelo papa Martinho V superior dos conventos reformados na Espanha da Ordem dos Pregadores.
Seu túmulo está localizado no Santuário de Santo Domingo de Escalaceli (ou Scala Coeli), localizado a cerca de 10 quilômetros de Córdova, acessado pela rodovia Santo Domingo.
Seu culto foi autorizado por Bento XIV em 22 de setembro de 1741. As confrarias de Córdova têm o Beato Álvaro como patrono